# (10990) Okunev
(10990) Okunev est un astéroïde de la ceinture principale.

## Description
(10990) Okunev est un astéroïde de la ceinture principale. Il fut découvert le 28 septembre 1973 à Naoutchnyï par Nikolaï Tchernykh. Il présente une orbite caractérisée par un demi-grand axe de 2,21 UA, une excentricité de 0,20 et une inclinaison de 6,2° par rapport à l'écliptique.
Il est nommé d'après Guerman Okounev.

## Compléments